# Eureka, Missouri
Eureka är en stad i St. Louis County i Missouri. Nöjesparken Six Flags St. Louis ligger i Eureka. Vid 2020 års folkräkning hade Eureka 11 646 invånare.